# Уртыкууль
Уртыкууль — река на севере Дальнего Востока России, протекает по территории Билибинского района Чукотского автономного округа. Длина реки — 25 км.
Название вероятно произошло от эвенского урты — «место заготовки коры» и чукотского куул — «глубокая река».
Берёт истоки в озёрах Чаунской низменности, протекает по сильно заболоченной местности полуострова Кыттык, впадает в Восточно-Сибирское море. Крупный приток — Многоозёрный.

## Данные водного реестра
По данным государственного водного реестра России относится к Анадыро-Колымскому бассейновому округу.